# 伊尔默纳赫
伊尔默纳赫是德国莱茵兰-普法尔茨州的一个市镇。总面积16.38平方公里，总人口709人，其中男性342人，女性367人（2011年12月31日），人口密度43人/平方公里。